# Paraksantin
Paraksantin (1,7-dimetilksantin) je dimetilni derivat ksantina. On je strukturno srodan sa kofeinom i slično njemu je psihoaktivan. Paraksantin deluje kao stimulans centralnog nervnog sistema. On je jednako potentan sa kofeinom i verovatno posreduje dejstvo samog kofeina.
Paraksantin se ne formira u biljkama i jedino je javlja kao metabolit kofeina i teobromina u životinjama. Nakon unosa, oko 84% kofeina se demetiliše u 3-poziciji čime se formira paraksantin. Stoga je on glavni metabolit kofeina i telu.